# غزو البرتغال (1807)
وقع غزو البرتغال (من 19 – 30 نوفمبر 1807) عندما غزت كتائب الجيش الفرنسي الإمبراطوري بإمرة الجنرال جان-أندوش جونو والقوات العسكرية الإسبانية مملكة البرتغال والتي كان حاكمها جواو السادس. نجم عن الغزو احتلال شبه أبيض للبرتغال. لقي الوجود الفرنسي والإسباني في البرتغال مقاومة الشعب البرتغالي ثم المملكة المتحدة في العام 1808. شكّلت عملية الغزو نقطة البدء في حرب الاستقلال الإسبانية، وكانت جزءًا من الحروب النابليونية.
إثر تلقّيها إنذارًا مهين البنود من نابليون، وافقت الحكومة البرتغالية على معظم مطالب الإمبراطور الفرنسي. وعلى الرغم من ذلك، أمر نابليون جونو بالشروع في عملية الغزو، بالتعاون مع ثلاثة أجزاء من المملكة الإسبانية. تملّك السلطات البرتغالية الكسيحة الخوف والتردد، وهكذا لم يبدر عنها أي مقاومة تُذكر. احتل جونو لشبونة في 30 نوفمبر 1807، ليكتشف أن جواو وعديد من الأسر الحاكمة كانت قد فرت إلى البرازيل على متن أسطول برتغالي. فاحتل الفرنسيون على الفور سائر البلد، ولجؤوا إلى الاستيلاء على الجيش البرتغالي أو حلّه، شهد العام اللاحق نشوب مقاومة برتغالية ضد المحتلين. وتوجت أحداث المرحلة التالية بمعركة إيفورا في يوليو 1808.

## خلفية الأحداث
بُعيد إنهاء معاهدات تيلسيت حرب التحالف الرابع، كان نابليون إمبراطور فرنسا قد عبّر عن عدم رضاه من أريحية البرتغال للتبادل التجاري مع المملكة المتحدة. استُفزّ نابليون لكون البرتغال أقدم حلفاء بريطانيا في أوروبا، ولهذا سعت بريطانيا حثيثًا لخلق فرص تبادل تجاري مع المستعمرة البرتغالية، البرازيل. وعادة ما استخدمت البحرية الملكية البريطانية ميناء لشبونة في عملياتها ضد فرنسا، يُضاف لذلك رغبة نابليون في الاستيلاء على الأسطول البحري البرتغالي. إضافة إلى ما تقدم، فإن الأمير جواو، الوصي على عرش أمه المصابة بالجنون الملكة ماريا الأولى قد فشل في الالتزام بالحصار القاري الذي فرضه الإمبراطور، وهو ما يحظر التعامل التجاري مع البريطانيين. علاوة على ذلك، فإن السيطرة على البرتغال كانت لتمثّل حجر الأساس في خطط نابليون المستقبلية للهجوم على إسبانيا.
في 19 يوليو 1807، أمر نابليون السفير البرتغالي في فرنسا أن يُبلغ بلاده بوجوب إغلاق موانيها أمام السفن البريطانية بحلول 1 سبتمبر. في 2 أغسطس، أُسست رسميًا الكتيبة الأولى لجيش المراقبة جيروند، بإمرة الجنرال جان-أندوش جونو. بعد ذلك بفترة وجيزة، فرضت الإمبراطورية الفرنسية الأولى حظرًا على جميع السفن البرتغالية في موانيها. في 23 سبتمبر، عبّر الإمبراطور عن نيته علنًا بالرغبة في الإطاحة بعائلة براغانزا الحاكمة، وذكر ذلك أمام السفير البرتغالي في فرنسا.
في غضون ذلك، في 12 أغسطس 1807، أبلغ السفراء الفرنسيون والإسبان إنذاراتهم النهائية للوصي على عرش البرتغال. وفقًا لما جاء فيها، فإنه ينبغي على الأمير جواو إعلان الحرب على بريطانيا العظمى، ووضع أسطوله البحري تحت تصرف فرنسا وإسبانيا، ومصادرة جميع المواد التجارية البريطانية في مواني بلاده، واعتقال جميع المواطنين البريطانيين. وافق جواو على تعليق العلاقات الدبلوماسية مع بريطانيا وإغلاق موانيه أمامها، ولكنه لم يرغب باعتقال التجار البريطانيين ولا الاستيلاء على بضائعهم، اعتبر نابليون ما قام به جواو غير كافٍ، وطالب السفراء الفرنسيون والإسبان باسترجاع جوازات سفرهم وغادروا البرتغال في 30 سبتمبر.
في 12 أكتوبر، بدأت قوات جونو بعبور نهر بيداسوا باتجاه إسبانيا عند إرون. بعد هذه الحركة مباشرة، وُقّعت معاهدة فونتينبلو السرية بين فرنسا وإسبانيا، حضّر المعاهدة كل من مارشال قصر نابليون جيرود دوروك ويوجينيو إزكويردو، وهو وكيل عن مانويل دي جودوي، أمير السلام. اقترحت المعاهدة تقسيم البرتغال إلى ثلاثة كيانات. وفقًا لذلك، تُصبح بورتو (أوبورتو) والأجزاء الشمالية تحت مسمى مملكة لوسيتانيا الشمالية وتسلم حُكمها إلى كارلو الأول ملك إتروريا، في حين يدير جودوي الجزء الجنوبي باسم إمارة الغرب، وتقع باقي أجزاء البلاد، بمركزها لشبونة، تحت حكم الفرنسيين. من المرجّح أن نابليون لم ينوِ مطلقًا تنفيذ بنود المعاهدة. إذ بالإضافة إلى رغبته في احتلال البرتغال، فقد كان هدفه الحقيقي هو إرسال العديد من القوات الفرنسية إلى إسبانيا لتسهيل عملية احتلالها فيما بعد.